# انصارالامام
انصارالامام، روستایی از توابع بخش مرکزی شهرستان همدان در استان همدان ایران است.مردم این روستا به زبان فارسی با گویش همدانی صحبت می کنند.
نام این روستا در گذشته ینگجه بوده که پس از انقلاب و در دوران جنگ به انصارالامام تغییر یافته است.

## جمعیت
این روستا در دهستان الوندکوه غربی قرار دارد و براساس سرشماری مرکز آمار ایران در سال ۱۳۹۵، جمعیت آن ۲۵۴۹ نفر (۸۲۹ خانوار) بوده‌است.